# Orton (Fotografie)

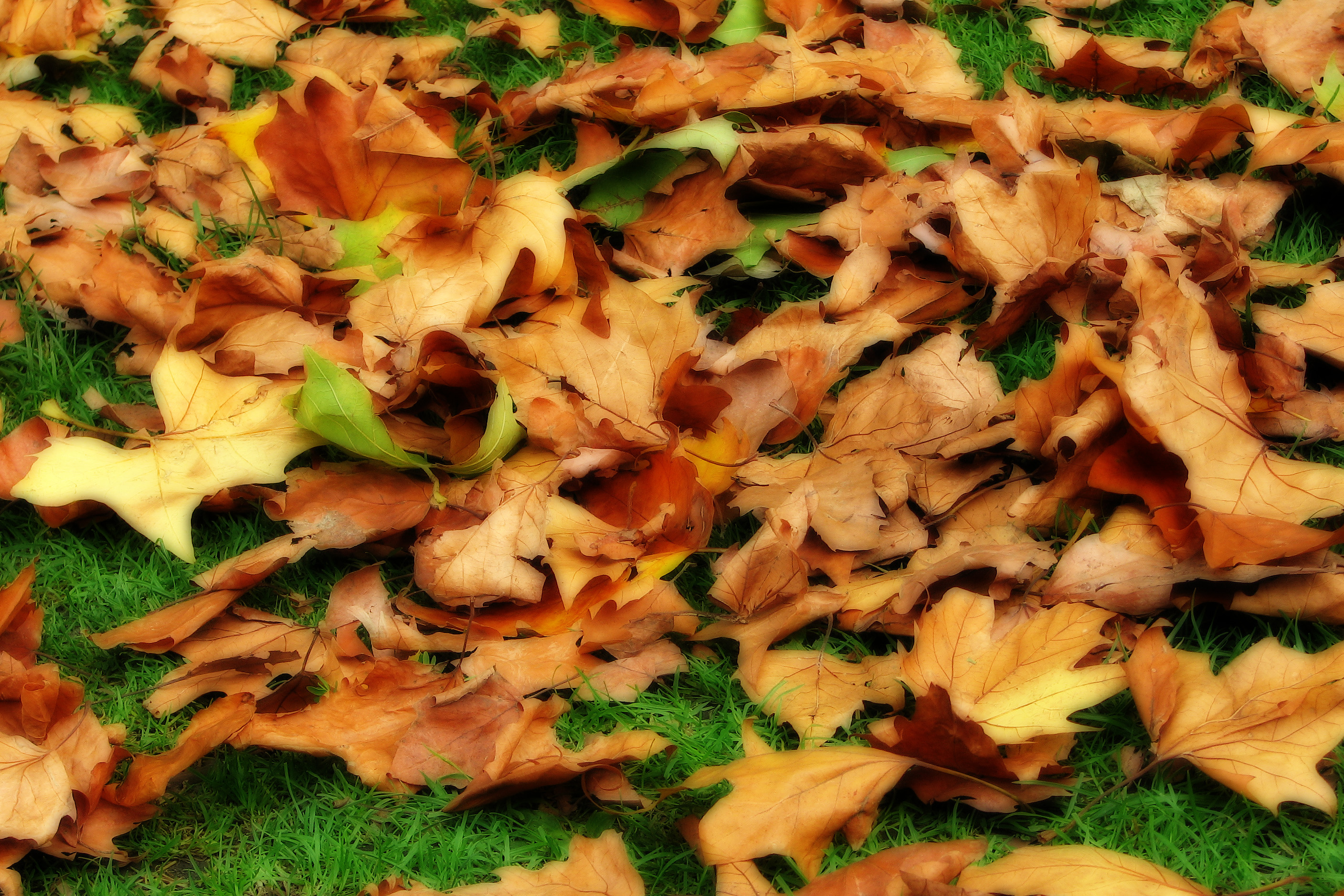
Typisches Beispiel für einen Orton-Effekt

Orton (benannt nach dem Fotografen Michael Orton) bezeichnet in der Fotografie einen Effekt und eine Aufnahmetechnik, bei der zwei Bilder, ein scharfes und ein unscharfes, die aber beide unterschiedlich überbelichtet wurden, übereinander gelegt werden. Dabei entsteht der für Ortonaufnahmen entscheidende Effekt, der dem Bild ein glühendes und märchenhaftes Aussehen gibt.

## Durchführung
Für das Erstellen eines Bildes mit Ortoneffekt wird zuerst ein scharfes Bild erstellt, das zwei Blendenstufen überbelichtet wird und dann ein unscharfes, das nur eine Blendenstufe überbelichtet wird. Durch die Stärke der Unschärfe variiert der Effekt. Dabei muss ein Stativ benutzt werden, weil die Bilder deckungsgleich sein müssen. Danach müssen beide Aufnahmen in der analogen Fotografie ausbelichtet oder in der digitalen Fotografie mit einem Bildbearbeitungsprogramm übereinandergelegt und dann multipliziert werden. Die Unschärfe des zweiten Bildes kann auch in einem Bildbearbeitungsprogramm gemacht werden.

## Geschichte
Michael Orton erfand diese Technik Mitte der achtziger Jahre, wobei er den Effekt durch Überlagerung zweier Dias erreichte, weshalb diese Art der Fotografie auch Sandwich-Technik heißt.

## Weiterentwicklung
Durch die Einführung der digitalen Kameras Ende der 1990er Jahre wurde die Verbreitung stark unterstützt, da nun jedem die Möglichkeiten zur Verfügung stehen, diesen Effekt anzuwenden. Deswegen sind im Netz auch viele Tutorials zum Thema zu finden.

## Beispiel

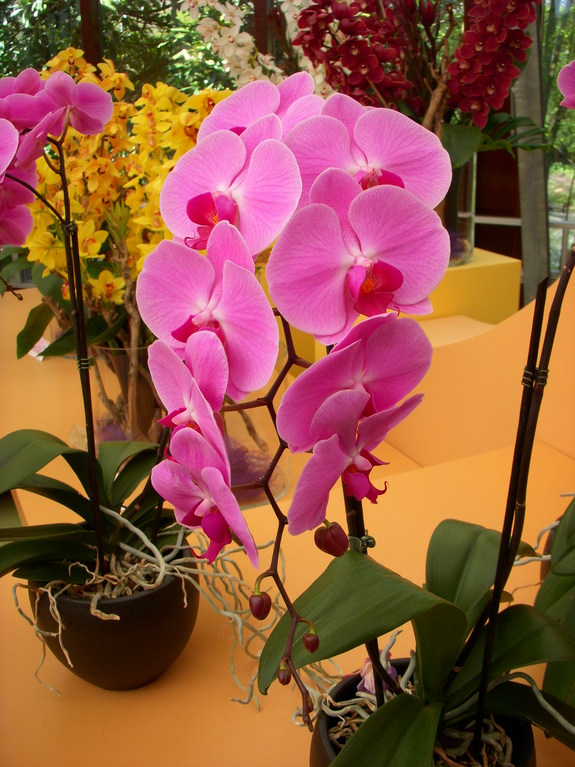
Ein normales Foto.
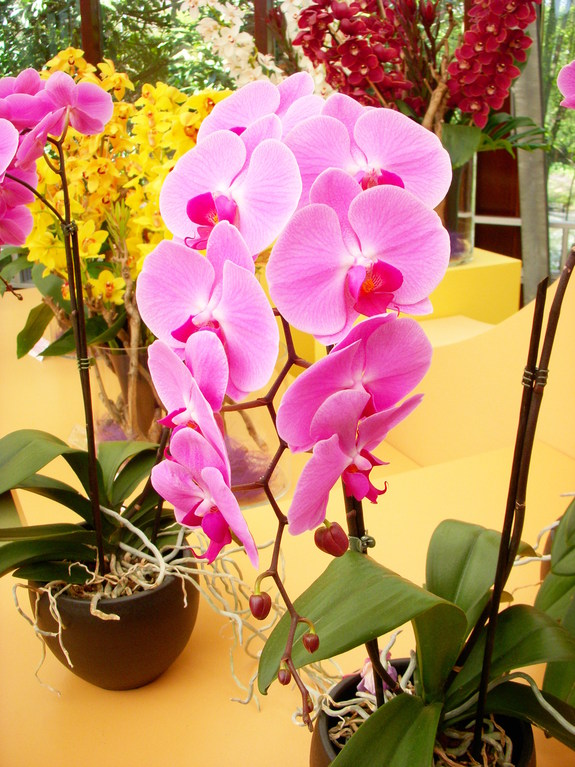
Ein scharfes, überbelichtetes Foto.
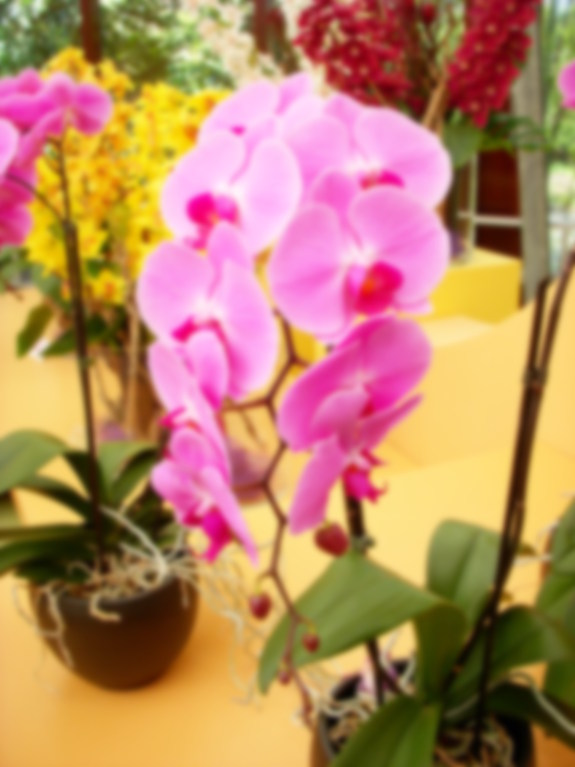
Ein unscharfes, überbelichtetes Foto.
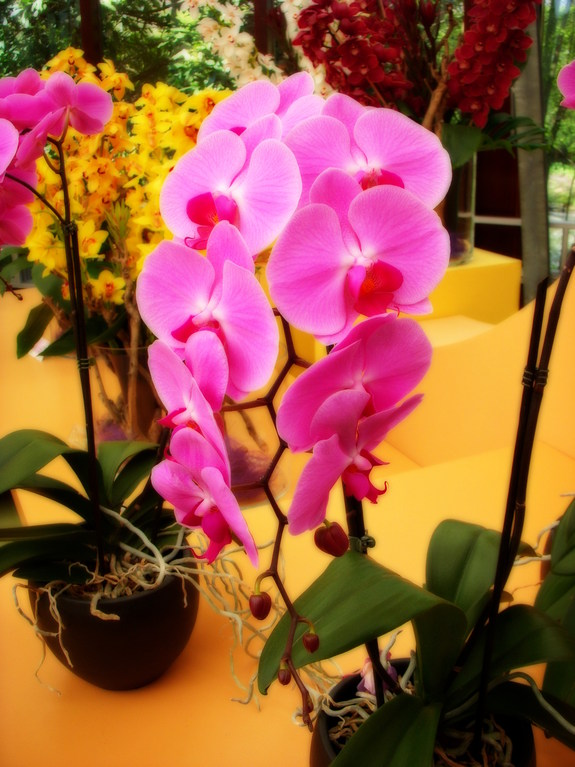
Beide überbelichteten Bilder kombiniert ergeben den Orton-Effekt.
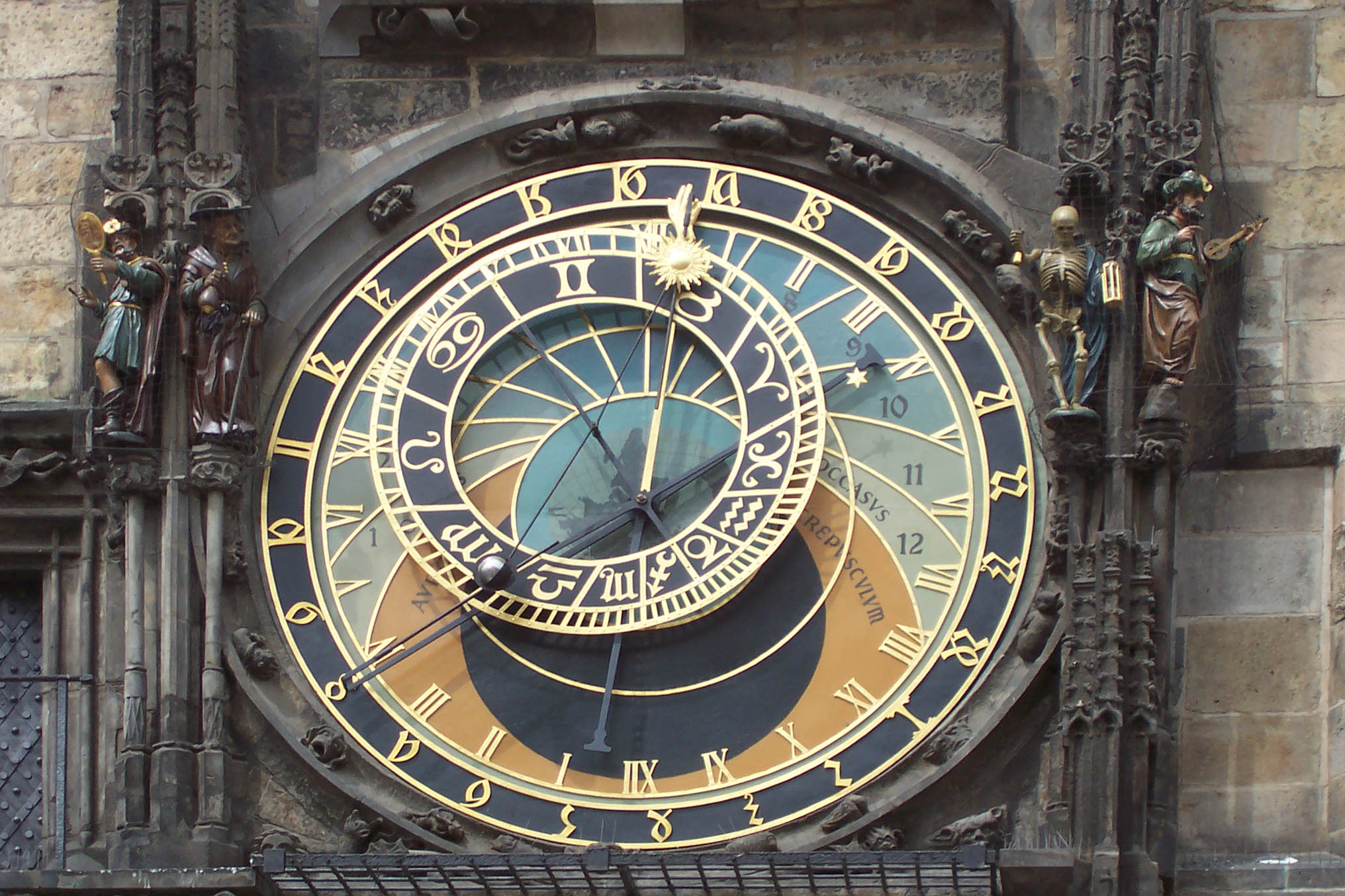
Ein scharfes, überbelichtetes Foto.
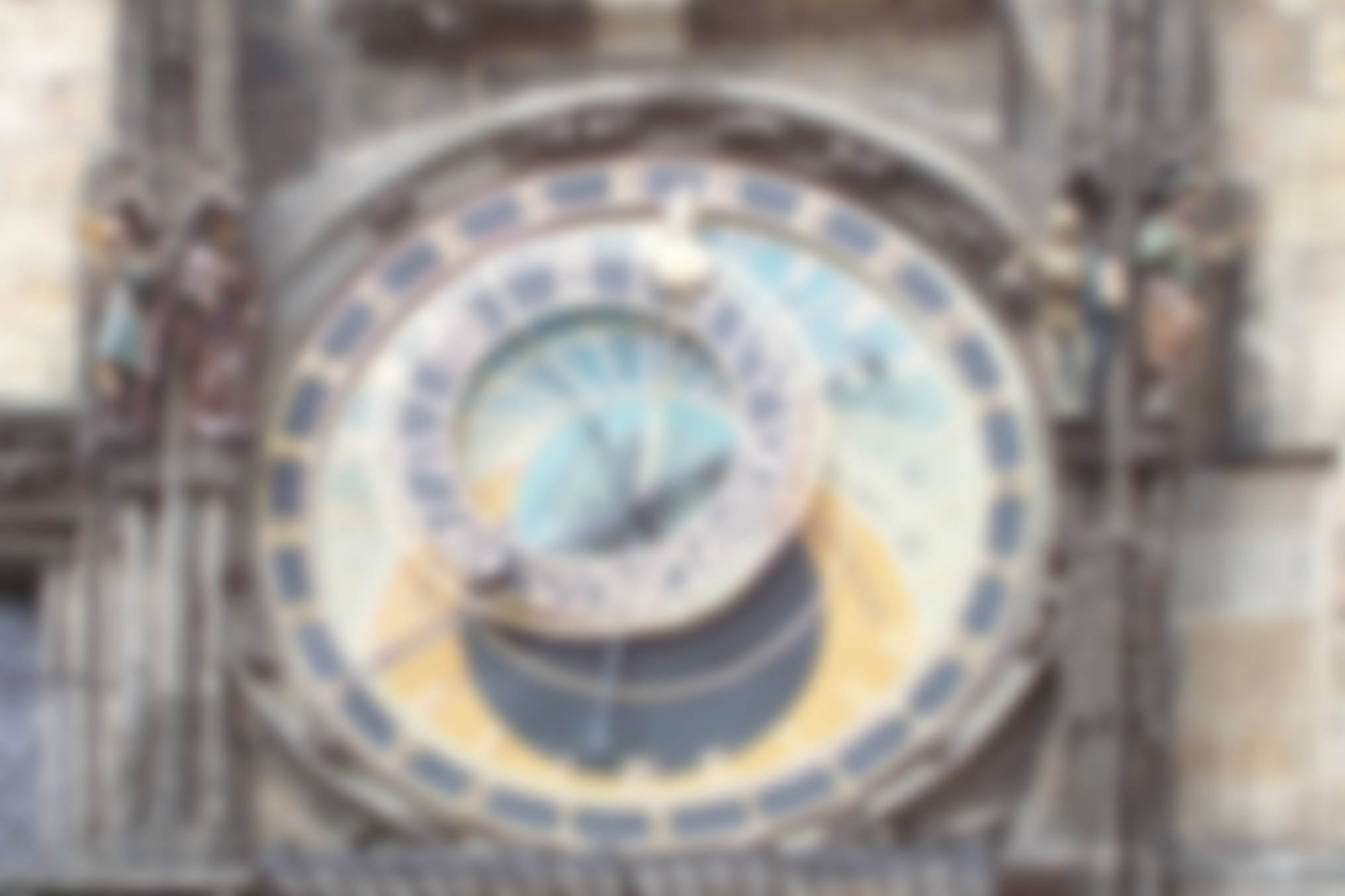
Ein unscharfes, überbelichtetes Foto.
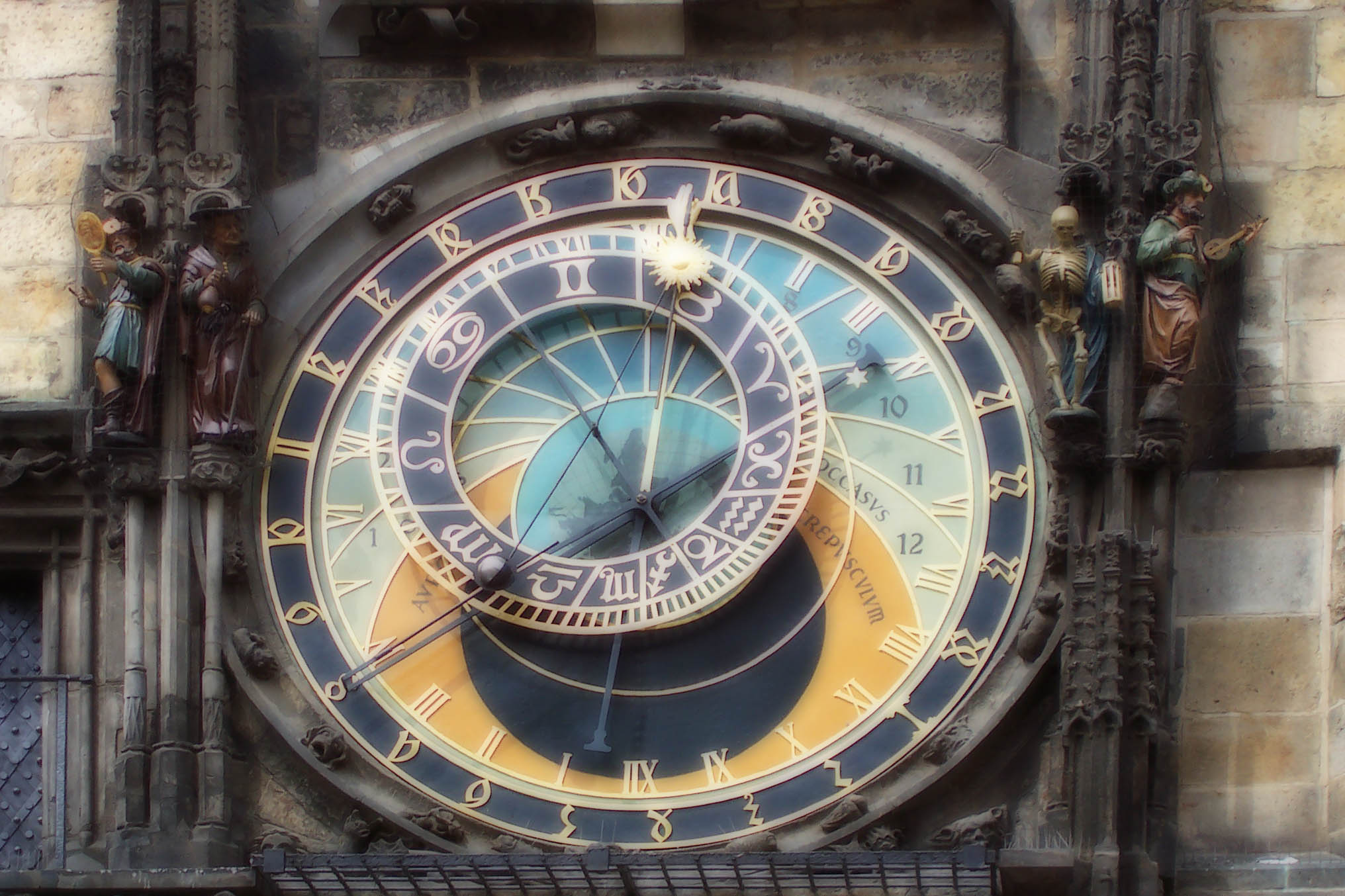
Beide überbelichteten Bilder kombiniert ergeben wieder den Orton-Effekt.